# LaserDisc
Ne doit pas être confondu avec Disque laser.
Le LaserDisc, Laser Disc ou encore Laser Vision est un support de sauvegarde optique sur disque rotatif réversible permettant principalement de stocker et relire sur chacune des deux faces du support, des signaux vidéo et audio, lancé au début 1976 sous le nom de MCA DiscoVision mais sans succès puis commercialisé à grande échelle, à partir de 1978 en Amérique du Nord puis au Japon et dans le reste du monde.
Le Laser Vision apparaît à partir de 1978, exploitant deux pistes audio analogiques séparées. En 1988, le Laserdisc se dote d'une piste audio numérique, codée au format PCM. Procurant parmi les meilleures performances audio et vidéo par rapport au support magnétique ou à la vidéocassette, le LaserDisc n'obtient qu'un succès commercial retatif, principalement en raison du prix élevé des lecteurs et des disques ainsi que du fait, pour sa version grand public, de la fonction limitée en lecture de l'appareil, sans possibilité d'enregistrer de programmes de télévision ou d'autres sources vidéo. Toutefois, les collectionneurs cinéphiles et les détenteurs d'équipements home cinema l'apprécient aux États-Unis, au Japon et en Europe et il est adopté en Asie (Hong Kong, Malaisie et Singapour) dans les années 1990.
Les principaux brevets et la technologie élaborées pour le LaserDisc se retrouvent dans les solutions de stockage optique ultérieures comme notamment les populaires formats CD et DVD.

## Historique

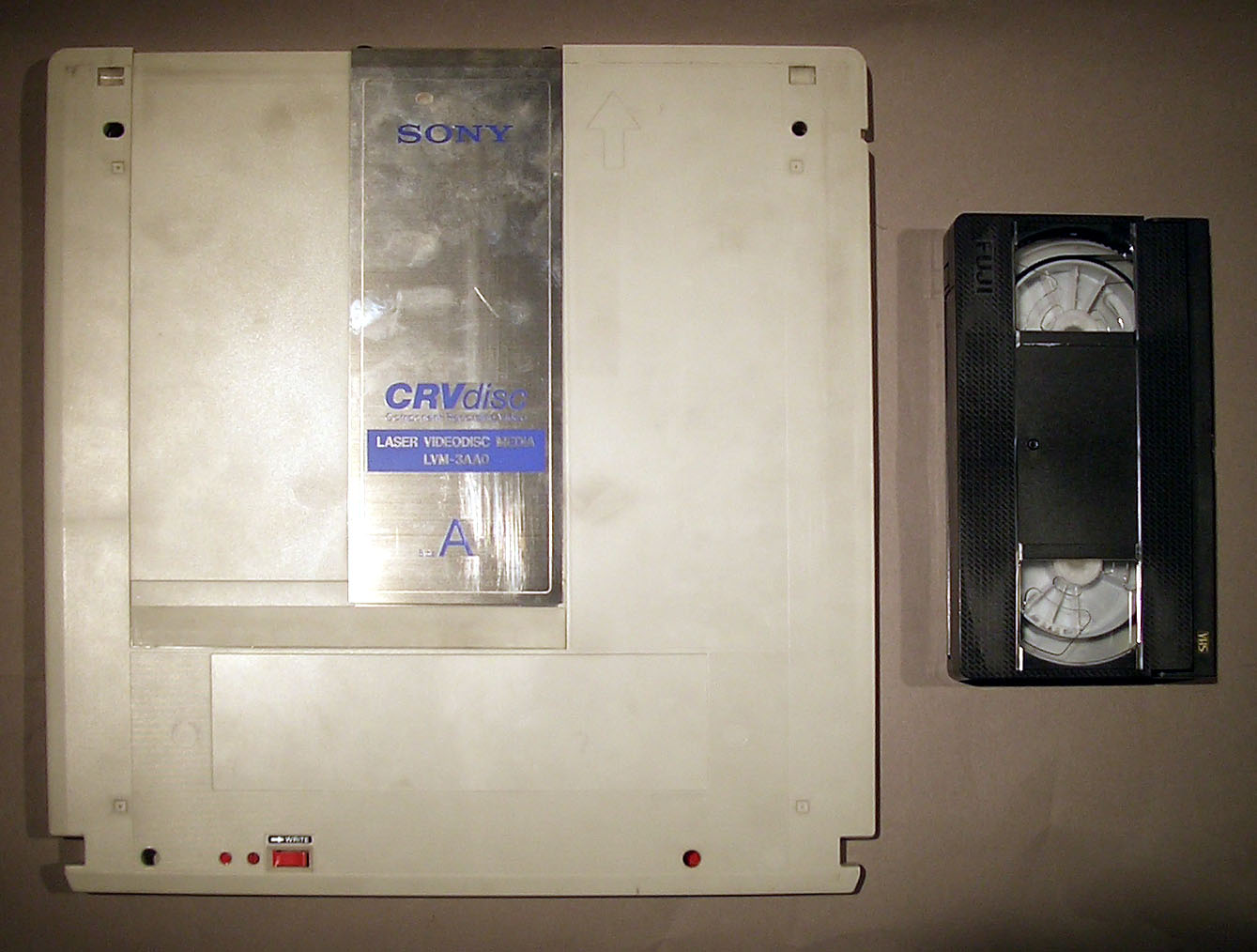
CRVDisc de Sony

Le Laserdisc est le fruit de longues recherches ou inventions successives et son développement fait partie de l'histoire technologique du  vidéodisque .
Les premières présentations publiques de la technique du MCA Discovision ont lieu en 1972  alors que les premières tentatives de commercialisation n'interviennent qu'à partir de 1976. La firme MCA finance alors ses développements a pour objectif commercial de valoriser son catalogue de films, en le proposant au public, espérant que le pressage d'un vidéodisque représenterait un coût comparable à celui des disques vinyles. Les moyens industriels disponibles à cette époque se basent sur les signaux analogiques et une définition image identique à celle des signaux de télévision de résolution normalisée, 525 lignes et standard couleur NTSC principalement pour l'Amérique du nord et l'Asie puis 625 lignes standard couleur PAL pour le reste du monde. Aucun Laserdisc 625 lignes au standard couleur SÉCAM n'a été produit ou commercialisé.
Jusqu'au milieu des années 1990 et l'apparition des supports numériques, le Laserdisc reste longtemps considéré comme un format de référence pour la vidéo, procurant une qualité d'image et de son appréciés notamment par les cinéphiles. 

## Avantages et handicaps

### Atouts
Produisant un signal vidéo et audio de caractéristiques et performances supérieures à son concurrent contemporain le magnétoscope et sa vidéocassette, ce format dispose de plusieurs canaux pour le son analogique à son lancement, complété ultérieurement par un canal numérique stéréo et il peut offrir la possibilité de naviguer grâce au chapitrage et accéder de manière quasi instantanée à une séquence ainsi que plusieurs fonctions avancées de lecture rapide avant-arrière, pause, accéléré et ralenti, pour les modèles les plus évolués. Cette fonction d'accès direct à une séquence permet dès lors l'apparition de nouveaux types de jeux vidéo, le plus célèbre étant Dragon's Lair. Ce jeu permet de se promener au fil des décors d'un film d'animation similaire à l'univers de Disney. D'autres Laserdisc proposent de stocker et reproduire des images fixes ou animées comme notamment Vallée de la Mort, Las Vegas, Grand Canyon, Voyage interactif, photographies de Marc Garanger.
Parmi les avantages du format Laserdisc par rapport au magnétoscope et à la vidéocassette, la tête de lecture optique de l'appareil évite l'usure physique du support et augmente sa durée de vie. Solide, même après plusieurs années, la qualité audiovisuelle reste identique, à condition que la mécanique et l'électronique du lecteur soient toujours fonctionnelles. Certains LaserDisc permettent de varier la vitesse de lecture, sans perdre en qualité ou en fluidité, contrairement aux supports magnétiques comme la vidéocassette. Ce format est exploité par certaines entreprises dans des systèmes de simulateurs, notamment pour la conduite des trains. Certains films édités sur ce format permettent la possibilité de sélectionner la piste audio de la version originale (sous-titrée ou pas) ou la version francophone, en fonction de du canal audio droit ou gauche, monophonique.
Son grand format conforme aux albums vinyles permet au Laserdisc d'exploiter d'une pochette imprimée de grande taille permettant de reproduire l'affiche du film ou du programme proposé. Enfin, les cinéphiles collectionneurs apprécient ce format car certains films restent inédits et non ré-édités en DVD, notamment la toute première version cinématographique du film Star Wars, épisode IV : Un nouvel espoir sorti en Laserdisc, en 1982.
Ne disposant d'aucun dispositif d'anti-copie vidéo, le signal vidéo produit par un lecteur LaserDisc peut être enregistré par un magnétoscope ou numérisé une carte d'acquisition vidéo d'un ordinateur. Ce défaut est corrigé pour les DVD, lesquels peuvent exploiter le dispositif Rovi Macrovision.
Aux États-Unis, certains supports LaserDisc comprennent des signaux de sous-titrage (Close Caption) destinés aux utilisateurs dont l'audition est déficiante. Certains modèles de lecteurs peuvent intégrer un décodeur ou se voir ajouter un boîtier externe prévu à cet effet.
En Europe dès le début des années 1990, la sortie en vidéo de certains films récents est souvent décalée par rapport à celle sur LaserDisc, aux États-Unis. Des importateurs s'organisent pour commercialiser en Europe, ces films récents et la presse spécialisée comme la revue Les Années Laser en publient les banc-d'essais critiques.

### Handicaps
Outre son prix relativement élevé par rapport à la vidéo, la capacité de stockage pour chaque face du disque limitée à environ 45 minutes maximum, impose aux modèles ne disposant pas de la fonction auto-reverse, de devoir éjecter puis retourner le support, engendrant une interruption de la vidéo. Certains films de longue durée comprennent jusqu' 4 disques dans l'album commercialisé.  De plus, contrairement au magnétoscope et à la vidéocassette, le LaserDisc ne permet pas l'enregistrement, à l'exception de modèles professionels réservés aux entreprises et extrêmement coûteux.  En France dès son lancement, un lecteur Laserdisc est très coûteux et il revient à au moins 2 500 Francs, soit près de la moitié du salaire mensuel minimum SMIC de l'époque. Un disque revient en moyenne à 250 francs, soit environ 60 € conforme au pouvoir d'achat ce qui est à comparer avec le prix d'un paquet de cigarettes fixé à l'époque, à 10 Francs, soit 1,5€.
Les premiers appareils lecteurs ne sont pas compatibles à la fois avec les deux normes 525 lignes NTSC et 625 lignes PAL, ce qui limite l'intérêt pour les cinéphiles, d'accéder au plus large catalogue de films. En Europe au format 625 lignes PAL et plus spécifiquement en langue française, l'offre en films de cinéma est plus restreinte que celle destinée au Etats-Unis et au Japon. En France et dans les pays exploitant le standard couleur Sécam, l'appareil nécessite soit l'utilisation d'un téléviseur compatible avec les signaux 625 lignes PAL, soit d'employer un transcodeur PAL vers Sécam ou plus rarement, un convertisseur NTSC vers Sécam. De même, pour lire un vidéodisque destiné au marché américain et asiatique, le téléviseur doit être compatible avec le codage NTSC et de préférence, la norme américaine à 525 lignes. 
Chaque face de Laserdisc est limitée en fonction du type de codage, soit 30 minutes par face maximum avec le format CAV et jusqu'à 45 ou 60 minutes en CLV mais au détriment de la qualité de l'image. Les lecteurs de dernière génération intégrent une fonction de changement automatique de face, produisant une interruption de quelques secondes. Le support Laserdisc se caractérise par le grand format similaire à celui d'un album à vinyle 33 tours et par le poids de sa verrerie.  La compatibilité de lecture avec le format CD audio n'a été rendue possible sur certains lecteurs Laserdisc qu'à partir du lancement de ce support sonore numérique. Leur technologie nécessite notamment d'employer une optique laser spécifique montée avec un mécanisme compatible.
Détrôné par le DVD apparu au milieu des années 1990, un fabricant japonais tente toutefois de commercialiser un lecteur Laserdisc dit universel, permettant de lire les DVD; le modèle Pioneer DVL-K88 en 1998.

## Caractéristiques techniques

### Principe
(avril 2025).
Sa qualité peut être largement améliorée en utilisant un vocabulaire plus directement compréhensible.
Le vidéodisque maître permet une lecture de signaux vidéo et audio analogiques sauvegardés en usine sur un support de verrerie plexiglas, gravé avec un procédé industriel, semblable à celui exploité dans la production des CD audio :
- réalisation d’une matrice ;
- duplication par pressage ;
- métallisation (ou fixation définitive de l'enregistrement) ;
- capotage (protection).

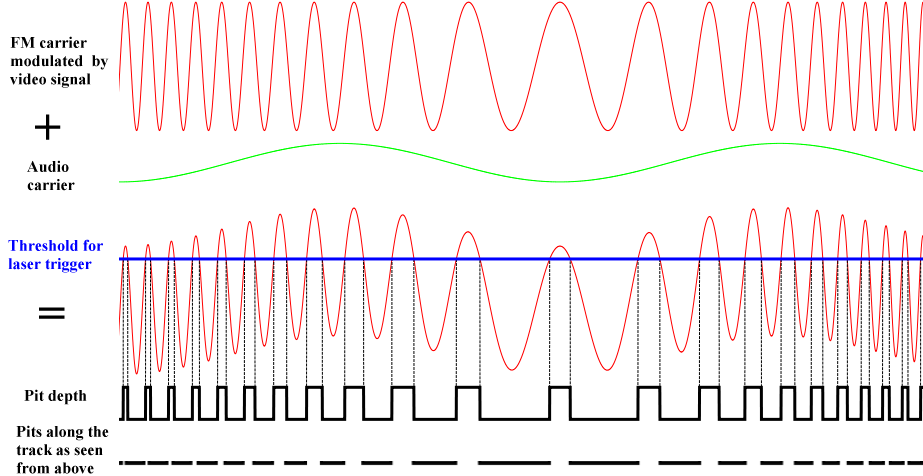
Illustration de l'encodage des signaux vidéo et audio sous forme d'une suite de plats et de cuvettes.

Lors de la gravure du support maître, la source du signal analogique vidéocomposite au format 525 lignes NTSC ou 625 lignes PAL permet de moduler une porteuse en fréquence (fréquence de base à 8.1 MHz en 525 lignes et 7.1 en 625 lignes). Sur le disque, l'intersection de la sinusoïde de fréquence variable générée avec une droite horizontale,  considérant par exemple, que les portions situées au-dessus de la droite se projettent sur un plat et que les parties en dessous sont situées sur une cuvette, on obtient une suite de zones plates et d'alvéoles dont la longueur varie en fonction de la fréquence de la porteuse modulée à partir desquelles il est possible de reconstituer la modulation source. La démodulation permet de reconstituer le signal vidéocomposite d'origine, lequel peut être exploiré par l'entrée vidéo d'un téléviseur ou d'un magnétoscope.
Le schéma ci-joint dévoile une incidence technique complémentaire, notamment due à l'ajout d'un signal audio faisant varier la hauteur de la porteuse modulée en fréquence. Dans ce cas de figure, l'espacement centre à centre des cuvettes, lié à la fréquence, encode la vidéo, et que leur longueur encode l'audio.
Le disque est lu à partir du centre et en allant vers l’extérieur. La lecture s’effectue à l’aide d’un faisceau laser de couleur rouge ou infrarouge. La tête de lecture optique est asservie en radial et focalisation pour lire les motifs gravés. Les premiers lecteurs utilisaient un laser Hélium-Néon à une longueur d’onde visible de 780 nm, remplacé ensuite par un laser à semi-conducteur infra-rouge à 835 nm.
Ainsi, bien qu'utilisant comme le CD une alternance de plats et de cuvettes de profondeur fixe, le Laserdisc est lors de sa sortie un support purement analogique, même si on y adjoindra par la suite du son numérique. C'est la variation continue des longueurs des cuvettes et de leur espacement centre à centre qui contient l'information, et non leur simple présence ou absence binaire. Il est donc plus sensible que ses descendants numériques aux aléas de production (qualité de la salle blanche, usure des matrices de pressage, etc.).

### Encodage

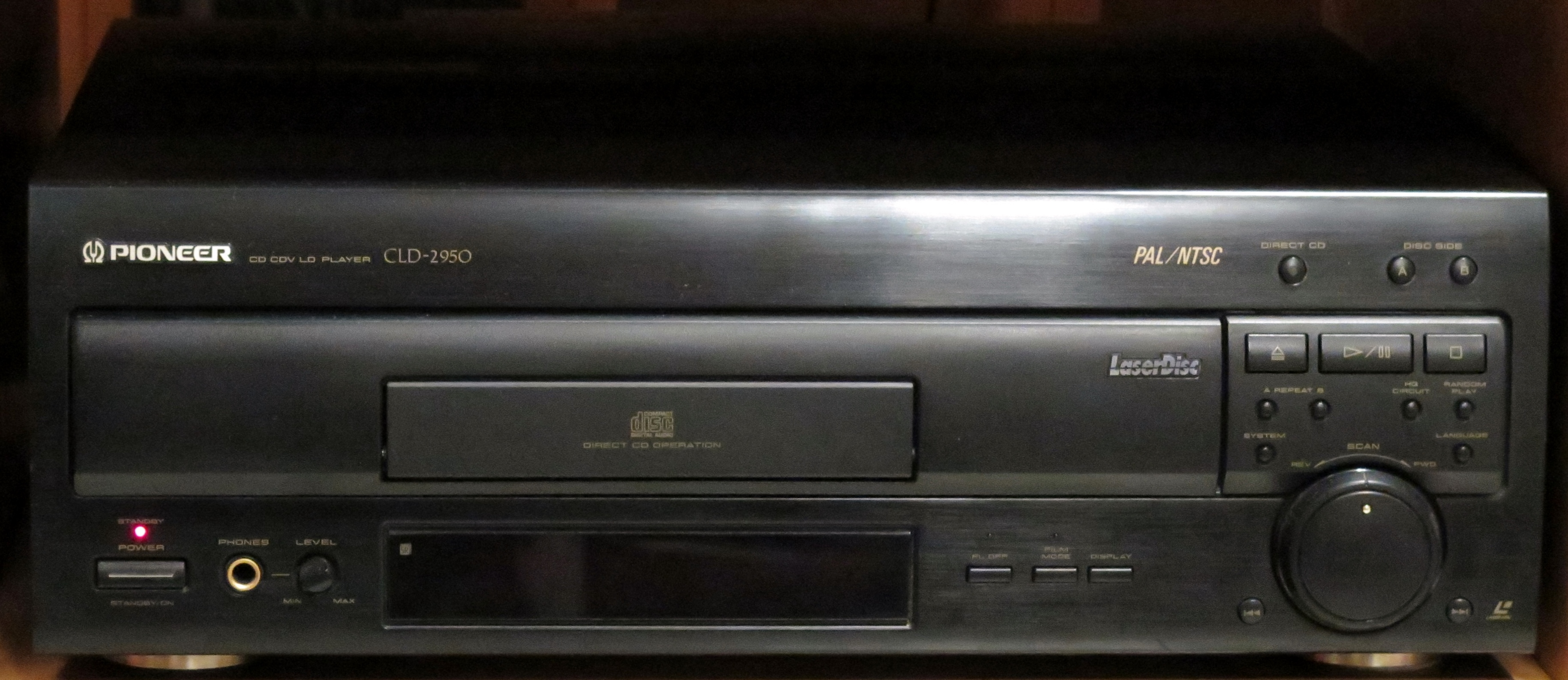
Lecteur Laserdisc PAL/NTSC PIONEER CLD-2950.

On compte quatre types de format d'encodage pour les Laserdiscs :
- 525 lignes avec standard couleur NTSC aux États-Unis et au Japon
- 625 lignes PAL destiné au marché européen
- Norme Haute Définition analogique à 1035 lignes entrelacée MUSE au Japon sous label Hi-Vision
- HD MAC professionnel, expérimenté en Europe mais jamais commercialisé auprès du public

### Son
Le Laserdisc à 525 lignes peut comporter une piste son analogique et une piste son numérique de type PCM en mono, stéreo ou Dolby Surround. Pour le format 625 lignes, l'éditeur détermine soit l'utilisation des pistes analogiques soit les numériques, les deux types ne pouvant pas figurer simultanément sur un même vidéodisque.
Pour les États-Unis et le Japon, de nombreux disques gravés en 525 lignes sont dotés d'une piste Dolby Digital, en complément du son stéréophonique Dolby Surround, adaptés aux systèmes home cinéma de type 5.1. L'AC3-RF des LaserDisc 525 lignes utilise la piste analogique de droite et le signal numérique est encodé par modulation de fréquence. Le débit audio de 384 kilobits/s est inférieur à celui généralement exploiité pour les DVD, à 448 kilobits/s. Le décodage de l'AC3-RF nécessite soit un lecteur compatible, soit un décodeur externe compatible.
Les autres Laserdisc notamment ceux destinés au marché européen en 625 lignes, ne disposent que d'un son Dolby Surround (4.0) permettant une restitution en stéréo Dolby Pro-Logic. 
Certains Laserdiscs comportent une bande son DTS, obligeant les éditeurs à supprimer la piste numérique afin de préserver l'espace disque. Toutefois, les signaux audio encodés en DTS des Laserdiscs sont moins compressées que celles des DVD du début des années 2000. Le LaserDisc procure un taux de transfert voisin de 1 200 kilobits/s alors que le DVD exploite soit un débit de 1 509 kilobits/s, soit un débit de 754 kilobits/s pour les pistes audio codées en DTS. La majorité des LaserDisc proposant une piste audio en DTS sont associées au format 525 lignes NTSC pour la vidéo, le signal vidéo américano-japonais dont la bande passante est réduite permet de proposer du DTS et une piste audio analogique en parallèle. Certains LaserDisc au format 625 lignes PAL, plus exigents pour la bande passante vidéo, ne peuvent délivrer qu'une piste audio DTS, réduisant de facto la compatibilité de ces vidéodisques édités.

#### Multilingue
Certaines éditions en Laserdiscs 625 lignes comme les films Memphis Belle, Terminator, La planète des singes, Rencontres du troisième type… proposent sur les deux pistes audio numériques, une version française monophonique et une version originale en anglais, monophonique sur chacun des canaux droite ou gauche. Il faut dès lors présélectionner manuellement le canal droit ou gauche pour entendre une seule version à la fois, monophonique. Ce procédé existe aussi sur certains Laserdisc 525 lignes américains mais plus rares, parmi lesquels on note le Le Magicien d'Oz ayant exploité sur la piste numérique, un canal gauche monophonique en anglais, un canal droit mono en japonais et sur la piste analogique, le canal gauche mono en espagnol et une dernière piste droite monophonique en français sur le canal analogique droite.
Certains Laserdiscs 525 lignes NTSC pour l'édition Japonaise comme Ghost in the shell proposent la version japonaise sur la piste numérique et  anglaise sur la piste analogique. Mais pour l'édition américaine la chose était inversé avec la piste numérique en anglais et la piste analogique en japonais.

### Sous-titrage
Certaines éditions permettent d'afficher en incrustation, des sous-titres par la fonction télétexte et parfois de choisir entre plusieurs langues, jusqu'à 4 pour le film Dossier secret d'Orson Welles. En format 525 lignes NTSC (États-Unis, Japon), les films peuvent être sous-titrés dans la langue du film, à l'usage principalement des sourds et malentendants, sous l'appellation de close caption. Ce sous-titrage nécessite d'ajouter et intercaler un adaptateur, entre la sortie vidéo du lecteur Laserdisc et le téléviseur. Une troisième technique exploite les canaux audio auxiliaires pour stocker des sous-titres codés en numérique sur un principe semblable aux codages CD+G et CD-Text. Le format LD-G délivre des sous-titres mais nécessite un lecteur 525 lignes de marque Pioneer (détenteur du brevet) ou un décodeur externe compatible.

### CD Vidéo
Le LaserDisc mesure généralement 30 cm de diamètre et il existe une variante de 12 cm de diamètre, le CD Video, à ne pas confondre avec le Vidéo CD. Le CD Video contient le plus souvent quelques pistes sonores au format audio numérique CD Audio ainsi qu'une courte séquence vidéo analogique ne d"passant pas 5 minutes, couplée à une piste audio analogique ou numérique, en fonction de la technologie utilisée, 625 lignes ou 525 lignes. Le CD Video propose le plus souvent un clip vidéo musical, uniquement lisible par une platine LaserDisc, en complément de quelques morceaux de musique lisibles sur un lecteur de CD Audio classique ainsi que par la majorité des platines LaserDisc. À parti de 1996, le dispositif de sauvegarde audio-vidéo Doctor V64 permet également de les lire.

## Les modes d'enregistrement

### Constant Angular Velocity (CAV)
Si l'enregistrement est produit en Vitesse Angulaire Constante, la vitesse de rotation du disque reste invariable, quel que soit l'emplacement de la lentille sur le disque, sur le même principe des disques vinyles, dont la vitesse de rotation angulaire est identique, quelle que soit la position du diamant de lecture. Une image entière exploite exactement une rotation complète du Laserdisc. Cette technique CAV permet un arrêt sur image, un ralenti ou un accéléré sans défaut.
Dans le mode CAV, la durée d'enregistrement est toutefois limitée à trente cinq minutes par face, environ. Ce format est peu utilisé pour les éditions francophones en Europe en raison de son coût de production élevé. Ainsi par exemple, une seule face sur les quatre du Laserdics Jurassic Park exploite le CAV. En revanche ce format est largement utilisé pour des éditions de luxe au format 525 lignes ou pour des films documentaires en 625 lignes, permettant une libre sélection de navigation différenciée comme pour Vallée de la Mort - Las Vegas du photographe Garanger ou encore certains documentaires d'art, propices aux images fixes  comme Musée Rodin, Musée du Louvre, Musée d'Orsay, etc.

### Constant Linear Velocity (CLV)
En Vitesse Linéaire Constante, plus la lentille est déplacée depuis le centre, vers l'extérieur du Laserdisc. Plus la vitesse de rotation décroît, comme pour les CD, DVD ou BluRay, plus le volume des données est important, puisque la circonférence extérieure d'un Laserdisc est plus de deux fois supérieure à sa circonférence intérieure. Une seule face en CLV peut ainsi stocker plus d'une heure d'enregistrement, soit le double d'une face au format CAV. Toutefois, le CLV perd la performance concernant les fonctionnalités d'arrêt sur image et d'avance pas à pas. Seuls les lecteurs de dernière génération produits à partir de 1995 permettent d'obtenir une partie des les performances du CAV sur des disques CLV, en recourant à une mémoire de trame.